# Pierre Deligne
Pierre Deligne (* 3. října 1944 Brusel) je belgický matematik.
Je známý zejména díky své práci okolo Weilových domněnek, které v roce 1973 úplně dokázal. Zabývá se ale i jinými oblastmi matematiky, pracuje zejména na algebraické geometrii a teorii čísel. Je nositelem více vědeckých ocenění, roku 1978 dostal Fieldsovu medaili, roku 2008 Wolfovu cenu za matematiku a v roce 2013 Abelovu cenu.